# Толстой, Иван Петрович
Граф (1724—1727) Ива́н Петро́вич Толсто́й (1685, Москва — 7 июня 1728) — государственный деятель Российской империи, действительный статский советник из рода Толстых, президент Юстиц-коллегии (в 1726–1727); старший сын первого графа Толстого. Владелец села Истомино, где построил усадебный дом и церковь. Прапрадед писателя Льва Николаевича Толстого.

## Карьера
Иван Петрович родился в 1685 году в Москве в семье 	Петра Андреевича Толстого и Соломониды Тимофеевны Дубровской, внучки казначея приказa Большой казны Богдана Минича Дубровского. В 1702 году сопровождал отца в дипломатической поездке в Константинополь. Впоследствии служил в гвардии капитаном. В ряде компиляций встречаются сведения (по-видимому, ошибочные), что он возглавлял Вотчинную коллегию.
В 1722 году Иван Петрович сопровождал Петра I и отца в поездке в Астрахань, в ходе которой царь, «дав 30 августа азбуку министерскую подпорутчику от бомбардир Ивану Толстому, которую он к государю писать должен, отправил его с грамотою к царю Вахтангу, повелел ему остаться при царе впредь до указа». Толстой должен был предостеречь царя от союза с Турцией, а также воздействовать на Вахтанга, чтобы последний убедил шаха «уступить России Каспийское прибрежье и христианские свои владения для сохранения остального с помощью императора от бунтовщиков и притязаний Порты». К ноябрю Толстой добрался до Тифлиса, но в силу ряда причин его миссия не увенчалась успехом.

## Ссылка на Соловки
Вскоре после смерти императрицы Екатерины из-за интриг против Меншикова Пётр Андреевич попал в опалу. Вместе с ним пострадал и Иван Петрович (в то время президент Юстиц-коллегии), хотя имя его в ходе суда не упоминалось. Толстые были лишены чинов, земель и графского титула. Первоначально графа Петра и Девиера приговорили к смерти «яко пущих в том преступников», но позднее приговор смягчили и заменили на ссылку с самыми строгими условиями содержания. Меншиков отправил архангелогородскому губернатору Измайлову требование отправить Толстых на кораблях в Соловецкий монастырь «и отвестить келью, и содержать ево, Толстого с сыном, под крепким караулом: писем писать не давать, и никого к ним не допущать, и тайно говорить не велеть, токмо до церкви пущать за караулом же, и довольствовать брацкою пищею».
Позднее условия были ещё ужесточены. Охрана была усилена солдатами лейб-гвардии Семёновского полка и лейтенантом Лукой Перфильевым, который получил от Учреждённого суда запечатанный пакет с инструкцией, вскрыть который нужно было лишь по прибытии в Архангельск. Заключенных нужно было разделить: «Петра Толстого в среднюю, а сына ево, Ивана, в тюрьму же, которая полехче»; из тюрем не выпускать даже в церковь, общаться между собой не давать, письма, поступающие Толстым, должны были прочитаны, а люди, их навещающие, «браться на караул». Не найдя подходящей тюрьмы, Перфильев поселил их в двух пустых кельях «между которыми двои сени с каменною стеною, у которых, заделав кирпичом окна и ко дверям железные крепкие запоры с замками учиня.» Помещения были холодными, а пищу выдавали одну порцию, «какова в который день бывает на трапезе братии.» Впрочем, губернатор Измайлов прислал узникам лимоны и вино, а сам Перфильев иногда выдавал вино и мясо. Также в нарушение инструкций лейтенант разговаривал с Петром Андреевичем, сообщал новости и даже дал прочитать инструкцию об их содержании, так как сам был неграмотен. Несколько солдат написали на Перфильева донос, были вызваны в Москву и содержались до выяснения в тюрьме.
28 мая 1728 года Иван Петрович крикнул слово и дело. Солдат Дмитрий Зорин пригласил Перфильева, и Толстой потребовал бумагу и подтвердил: «Есть за мною слово и дело его императорского величества». Бумагу он получил лишь 30-го мая и пригрозил упомянуть в доносе и самого лейтенанта. Перфильев отобрал листок, заставив подчинённых прочитать написанное, но им это не удалось. Сообщая о происшествии начальству, Перфильев показал, что Толстой лишь требует «ради своей тяшкой болезни, чтобы ево перевесть ис тюрьмы в теплую келью, также и довольную пищу давать, а братскою пищей он, Иван, сказывает недоволен, требует довольной пищи, а имянно мяса, яиц, пирошков, вина. А по посным дням, чтоб ему поставлялась живая рыба». О попытке неудавшегося доноса Учреждённый суд уведомили солдаты.
Новый архангельский губернатор генерал-лейтенант Иван Лихарев получил приказ отправиться на Соловки и выяснить ситуацию, но вскоре необходимость в поездке отпала, так как Перфильев сообщил о смерти заключённого:
Иван Толстой умре июня, 7 дня, цинготною болезнью. А заболел с великова поста, а перет смертью припала к нему горячка, понеже много бредил, кричал, якобы охотник за зайцы.
Иван Петрович Толстой был похоронен за монастырской оградой на общем кладбище. Лев Толстой мечтал отыскать могилу предка, хотя этому не суждено было случиться. В 1879 г. он заказал выписки из архивного дела Ивана Петровича и писал тётке Александре Андреевне:
Распутывая моток, я невольно дошел до Петрова времени, — в нём конец. <…> Самый тёмный для меня эпизод из жизни наших предков — это изгнание в Соловецком. Кто жена Ивана. Когда и куда они вернулись. Если бог даст, я нынешнее лето хочу съездить в Соловки. Там надеюсь узнать что-нибудь.
Между 1870 и 1879 годами Толстой планировал написать роман об эпохе Петра, главным героем которого должен был стать Иван Петрович. Сохранилось 33 черновых наброска, но работа над произведением прекратилась из-за того, что автору было «трудно проникнуть в души тогдашних людей, до того они не похожи на нас».

## Брак и дети
Граф Иван Петрович был женат дважды, и оба раза на богатых наследницах:
- на кнж. Прасковье Ивановне Троекуровой (ум. 1710/1711), одной из последних представительниц этого богатого и древнего рода, дочери комнатного стольника князя Ивана Ивановича Старшего Троекурова, внучке Василия Авраамовича Лопухина. В браке имели дочь:
  - Прасковья [K 2] (1709–1758) — замужем за действительным тайным советником князем Иваном Васильевичем Одоевским.
- с 1711 года на Прасковье Михайловне Ртищевой (1693–1748), старшей дочери судьи Расправной палаты при Сенате Михаила Большого Фёдоровича Ртищева от брака с Прасковьей Семёновной Васильчиковой, внучатой племяннице Фёдора Михайловича Ртищева. В браке родились[19]:
  - Василий (ум. 1785), бригадир, московский обер-полицмейстер (1765-1770), женат на Анне Яковлевне Протасовой (ум. 1786).
  - Мария (1720–1793), замужем за генерал-майором Петром Васильевичем Чаадаевым (1715—1756); бабушка Петра Яковлевича Чаадаева.
  - Андрей (1721–1803), действительный статский советник, женат на княжне Александре Ивановне Щетининой (1727—1812).
  - Борис (1723–1786), статский советник, женат 1-м браком на Марии Сергеевне Борщовой, вторым — на княжне Екатерине Петровне Гагариной (1746—1810).
  - Александра (ум. 1787), первая супруга генерал-поручика Ивана Петровича Леонтьева (ум. 1783).
  - Аграфена, замужем за Иваном Григорьевичем Писаревым.
  - Екатерина, замужем за надворным советником Николаем Фёдоровичем Карамышевым.
  - Фёдор (1725–1760), тайный советник, женат на Евдокии Михайловне Хрущовой, урождённой княжне Волконской.
  - Пётр (1726–1789), женат на Марии Дмитриевне Сабуровой (1733—1787).

Императрица Елизавета Петровна указом от 26 мая 1760 года распорядилась вернуть детям Ивана Петровича графский титул.

### Комментарии
1. ↑  28 июня 1728 года гарнизон был заменён местным офицером и солдатами. А старый караул оказался в полном составе под следствием.
2. ↑  Б. Л. Модзалевский указывает Прасковью в числе детей Прасковьи Ртищевой[18]. Но, тогда родившись в 1709 году, она появилась на свет до брака родителей, который был заключён в 1711 году.